# Jean-Urbain Guérin

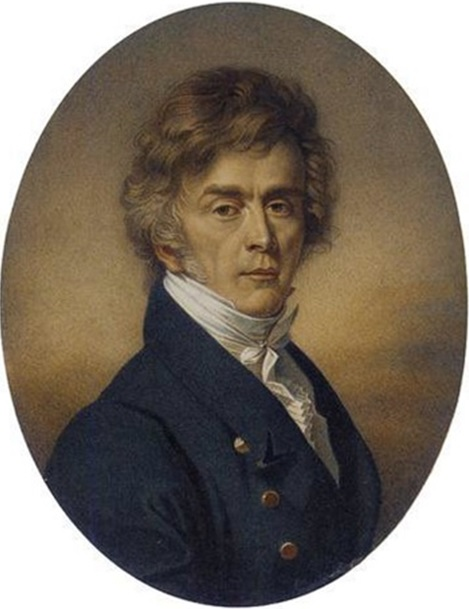
Självporträtt av Jean-Urbain Guérin.

Jean-Urbain Guérin, född 1760 i Strasbourg, död 1836 i Obernai, var en fransk miniatyrmålare. 
Guérin var sin tids främsta porträttör i det lilla formatet vid sidan av Jacques Augustin och Jean-Baptiste Isabey. Han målade bland annat Ludvig XVI och Marie-Antoinette. Av den franska arméns mest berömda generaler tecknade Guérin en följd av porträtt, bland andra Napoleon Bonaparte, Jean Baptiste Bernadotte med flera. På salongen 1798 ställde han ut sina berömda miniatyrer av Jean-Baptiste Kléber (en del av dessa finns idag på Louvren).